# Radosław Matyjasik
Radosław Matyjasik (ur. 22 grudnia 1970) – polski piłkarz ręczny, występujący na pozycji obrotowego, reprezentant kraju.

## Życiorys
Był juniorem Anilany Łódź oraz MKS Końskie. Z koneckim klubem jako junior zajął siódme miejsce w finale Ogólnopolskiej Olimpiady Młodzieży. W 1989 roku został wcielony do seniorskiej drużyny MKS. W MKS występował do 1991 roku. Następnie występował w Anilanie Łódź. W okresie gry dla tego klubu czterokrotnie wystąpił w reprezentacji, zdobywając dziewięć goli.
W 1997 roku przeszedł do AZS AWF Biała Podlaska. W 1998 roku wraz z klubem Matyjasik awansował do I ligi A, z której spadł w roku 2000. W sezonie 2000/2001 występował w Warszawiance, po czym na sezon 2001/2002 wrócił do Anilany. Po rozwiązaniu drużyny Anilany został zawodnikiem nowo utworzonego Pabiksu Pabianice, z którym awansował do I ligi. W sezonie 2004/2005 występował w Virecie Zawiercie. Karierę zakończył w 2015 roku w Pabiksie. Następnie skoncentrował się na prowadzeniu sklepu.
Jego bracia, Michał i Przemysław, również grali w piłkę ręczną.